# بادو جک
بادو جک (سوئدی: Badou Jack؛ زادهٔ ۳۱ اکتبر ۱۹۸۳) بوکسور اهل سوئد است.